# Maurice Jay
Maurice Joseph Jay (fl. XIX secolo) è stato uno schermidore francese.
Partecipò ai Giochi della II Olimpiade di Parigi nella gara di spada individuale, dove fu eliminato ai quarti a causa di una squalifica.